# Aldo Calderón van Dyke
Aldo Mauricio Calderón Van Dyke (San Pedro Sula, 8 de agosto de 1968 - Tegucigalpa, 15 de julio de 2013) fue un periodista y presentador de noticias hondureño. Trabajó durante la década de 1990 como colaborador en La Prensa y posteriormente en diario El Tiempo rotativos de amplia difusión hondureña.
Desde el año 2001 fue presentador del noticiero de la noche de Canal 11. Durante el gobierno del señor Manuel Zelaya, fue nombrado como representante de la Secretaría de Recursos Naturales y Medio Ambiente
El 14 de diciembre de 2005 en el Hotel Honduras Maya ganó el premio a mejor presentador de noticias con el Noticiero 30 minutos de Canal 11
Calderón murió el 15 de julio de 2013, por envenenamiento.